# 152-мм морское орудие Тип 41
15-см/152-мм орудие Тип 41 — японское морское орудие среднего калибра времён Первой Мировой и Второй Мировой войны. Имело истинный калибр 152 мм (6 дюймов) и ствол длиной 7620 мм (300 дюймов) или 50 калибров по британской системе измерения. Орудие могло вести огонь 45,5 килограммовыми снарядами на дистанцию до 18 тыс. метров в казематном варианте установки и на 21 тыс. метров в спаренной башенной установке.

## История создания
Тип 41 (названный согласно одной из принятых в Японии той эпохи систем летосчисления, 41 год эры Мейдзи или 1908 год н. э.), по сути, является японской версией британского орудия Vickers «Mark M», установленных в качестве батареи противоминного калибра на строившемся в Британии линейном крейсере Конго. Оригинальные орудия британского производства получили в Японском Императорском флоте обозначение «Mark II», в то время как изготовлявшиеся с 1912 г. в Японии орудия обозначались «Mark III».
В конце двадцатых, начале тридцатых годов, во время модернизации линейных крейсеров типа Конго до уровня быстроходных линкоров, эти орудия были заменены на 127-мм/40 Тип 89, а высвободившиеся стволы отправлены на хранение в арсеналы. Позже часть их была использования для вооружения крейсеров типа Агано а часть установлена в береговых установках на острове Гуам.
В сдвоенных установках крейсера Агано угол возвышения орудий был доведён до 55 градусов, с целью использования их в качестве орудий ПВО. Но так как система заряжания их осталась прежней, с ручной подачей, скорострельность не превышала 6 выстрелов в минуту, что делало сомнительным такое их применение.

## Установка на кораблях
Линейные крейсера типа «Конго» — 14 орудий модели Mark II; 42 орудия модели Mark III.
Линейные корабли типа «Фусо» — 28 орудий модели Mark III.
Лёгкие крейсера типа «Агано» — 24 орудия модели Mark III в новых башенноподобных установках.

## Аналоги
Британское морское орудие модели BL 6-дм. Mk XI